# 花园湖
花园湖是一个位于中国安徽省淮南市、明光市的淡水湖，面积约为47.69平方千米，属于淮河区。它的一级流域为淮河流域，二级流域为淮河干流水系。